# Greisch
Greisch (en luxemburguès:  Gräisch) és un poble del municipi de Habscht al cantó de Capellen del Luxemburg, situat a la vall de l'Eisch. El 2018 tenia 182 habitants.
Fins que el 1824 va fusionar amb Simmer, era un municipi independent. El 2018 Simmer va fusionar amb Hobscheid. El municipi nou va prendre el nom de Habscht.